# Kiara (Disney)
Pour les articles homonymes, voir Kiara.
Kiara est un personnage fictif du film Le Roi lion 2 : l'honneur de la tribu (ou Le Roi lion 2 : La Fierté de Simba au Québec) de Walt Disney Pictures, et de la série télévisée La Garde du Roi lion. Elle est la fille de Simba et Nala, la grande sœur de Kion. C'est l'héritière du trône de la Terre des Lions.

## Inspiration
Kiara peut être rapproché du personnage de Juliette Capulet de la pièce Roméo et Juliette de William Shakespeare — pièce qui a inspiré Le Roi lion 2 : L'Honneur de la tribu' — Kovu correspondant au personnage de Roméo Montaigu.

## Biographie fictive

### Le Roi lion 2: L'Honneur de la tribu
Physiquement Kiara enfant est présentée comme un lionceau charnu et en bonne santé de couleur crème. Elle ressemble beaucoup à Simba et, selon certains, a quelques traits de ressemblance avec sa grand-mère Sarabi.  Psychologiquement, Kiara est une jeune lionne espiègle n'hésitant pas à désobéir à son père. Elle est aussi persévérante et évolutive. Elle prend en maturité tout au long du film en se basant sur ce que son père lui a appris étant enfant « nous sommes un ». 
Kiara est la fille de Simba et Nala. Alors qu'elle part s'amuser, elle se rapproche de les Terres Interdites, et découvre que Timon et Pumbaa la suivent sur ordre de son père pour la surveiller. Profitant d'une dispute entre les deux amis, elle pénètre sur les Terres Interdites, où elle tombe sur Kovu. Après avoir échappé a des crocodiles, Les deux lionceaux commencent à jouer, mais sont très rapidement interrompu par l'arrivée de leurs parents respectifs. Simba commence par gronder sa fille, avant de lui expliquer le cycle de la vie. 
Quelques années plus tard, Kiara devenu jeune adulte, après avoir fait promettre à son père de renoncer à toute ingérence, part pour sa première chasse solitaire, mais ses tentatives sont infructueuses. Elle sera particulièrement déçue de constater que Simba n'a pas tenu sa promesse et qu'il a envoyé Timon et Pumbaa la surveiller. Elle s'enfuit et tombe dans le piège de Zira. Cette dernière a en effet chargé Vitani et Nuka de provoquer un incendie, afin de permettre à Kovu — dont elle a fait un assassin de premier ordre — de « sauver » Kiara et de se rapprocher de Simba pour le tuer et devenir roi.
Reconnaissant Kovu, elle l'accepte beaucoup plus facilement que son père. Mise au défi de prouver ses talents de chasseresse, elle échoue lamentablement à surprendre Kovu, qui décide de lui enseigner la chasse. Kiara en profite pour lui montrer comment s'amuser et s'offrir quelques sensations fortes, tombant petit à petit amoureuse de Kovu. Quand elle entend Simba Accuser Kovu de trahison, elle refuse d'y croire; et quand son père bannit le jeune lion, elle s'enfuit pour le retrouver et le ramener. Apprenant que Zira a déclenché l'invasion de la Terre des Lions, elle et Kovu s'interposent et unissent les deux clans — à l'exception de Zira, qui meurt lors de son ultime affrontement — sous leur autorité. Quelque temps plus tard, elle et Kovu se marient.

### La Garde du Roi Lion
Kiara apparaît des années plus tard dans la série d'animation La Garde du Roi lion qui se passe après la première partie du deuxième film Le Roi lion 2 : l'honneur de la tribu. La série est centrée sur son petit frère Kion ainsi que ses amis, Kiara quant à elle joue un rôle de soutien. On apprend dans la série que Kiara avait deux amis d'enfance : Zuri et Tiffu, qui n'apparaissent pas dans le film.

### Autres
Dans la série de livres (non-officiels) The Lion King : Six New Adventures, Kiara est la petite sœur de Kopa, ce dernier personnage est finalement abandonné par Disney.

## Interprètes
- Voix originale : Michelle Horn (enfant) et Neve Campbell (adulte) ; Blue Ivy Carter dans Mufasa : Le Roi lion (2024)[3],[4] ;
- Voix allemande : Deborah Van Dooren (enfant) et Natascha Petz (adulte) ;
- Voix brésilienne : Luisa Palomanes (enfant) et Sylvia Salustti (adulte) ;
- Voix finnoise : Henna Haverinen (enfant) et Tiina Isohanni (adulte) ;
- Voix française : Kelly Marot (enfant), Aurélia Bruno (adulte), et Brenda Hervé (adulte, chant) ;
- Voix hongroise : Auth Csilla (adulte) ;
- Voix italienne : Eva Piloso (enfant), Manuela Cenciarelli (adulte) et Renata Fusco (adulte, chant) ;
- Voix japonaise : Hana Takanoshu (enfant) et Aiko Satō (adulte) ;
- Voix polonaise : Joanna Jabłczyńska (enfant), Izabela Dąbrowska (adulte) et Olga Bończyk (adulte, chant) ;
- Voix portugaise : Paula Fonseca, Joana Freixo (enfant), Inês Fonseca (enfant, chant) et Lúcia Moniz (adulte, chant) ;
- Voix québécoise : Aline Pinsonneault, Geneviève Déry (enfant), Amélie Landry (enfant, chant) et Marie-Josée Gagnon (adulte, chant) ;
- Voix suédoise : Emma Iggström (enfant) et Maria Rydberg (adulte).

## Chansons interprétées
- Nous sommes un (We Are One) ou Une famille au Québec avec Simba dans Le Roi lion 2 : L'Honneur de la tribu ;
- L'Amour nous guidera (Love Will Find a Way) ou L'Amour saura gagner au Québec avec Kovu dans Le Roi lion 2